# Endiriej
Endiriej – wieś w Rosji, w Dagestanie. W 2010 roku liczyła 7863 mieszkańców.